# Kastor Notter

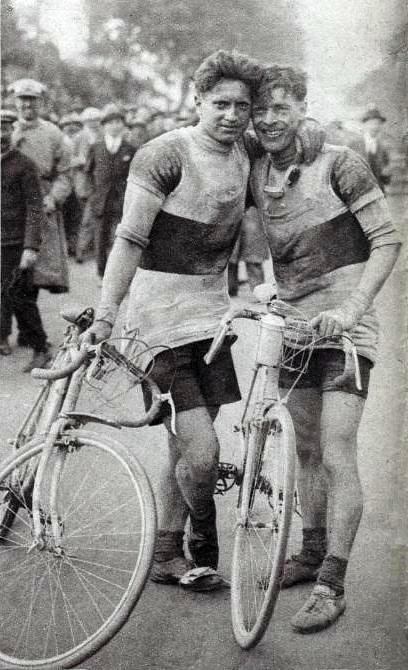
Kastor Notter (rechts) mit seinem Freund und Konkurrenten Heiri Suter (links) auf der Paris-Tours 1926

Kastor Notter (* 16. Februar 1903 in Niederrohrdorf; † 9. Januar 1950 in Baden) war ein Schweizer Radrennfahrer.
Kastor Notter war in den 1920er Jahren einer der besten Strassenrennfahrer der Schweiz. Sein grösster Konkurrent war Heiri Suter, der gleichzeitig sein bester Freund war. Zahlreiche internationale Strassenrennen bestritten die beiden gemeinsam und feierten viele Doppelsiege. Dreimal wurde Notter Schweizer Strassenmeister. 1924 wurde er Zweiter im Eintagesrennen München–Zürich. 1926 belegte er jeweils den zweiten Platz bei Paris–Tours (hinter Suter und vor Nicolas Frantz, dem späteren zweifachen Sieger der Tour de France), Rund um Köln und Rund um die Hainleite. 1927 gewann er die Meisterschaft von Zürich. In jenem Jahr stand er beim deutschen Rennstall MIFA unter Vertrag und siegte in Deutschland beim Rennen Quer durch Bayern.
Aus gesundheitlichen Gründen musste Notter im Jahre 1928 seine Radsportlaufbahn beenden. Er starb im Alter von 46 Jahren an einem Herzschlag.